# Inga heterophylla
Inga heterophylla, também conhecido como ingá-pacu, ingá-vermelha, ingá-xixica, ingazinho ou ingá, é uma espécie do gênero Inga  da família Fabaceae. 

## Taxonomia
A espécie foi descrita em 1806 por Carl Ludwig Willdenow. 
O seguinte sinônimo já foi catalogado:  
- Inga stenocarpa  Spruce ex Benth.

## Forma de vida
É uma espécie terrícola e arbórea. 

## Descrição
| Caule                       | Caule                |
| --------------------------- | -------------------- |
| forma dos ramo              | cilíndrico           |
| indumento                   | glabro               |
| lenticela                   | presente             |
| Folha                       |                      |
| estípula                    | caduca               |
| forma da estípula           | lanceolada/linear    |
| pecíolo da folha            | alado                |
| raque foliar                | alada                |
| número de pares de folíolos | 1/2                  |
| nectário                    | estipitado           |
| forma dos nectários         | pateliforme          |
| Inflorescência              |                      |
| tipo de inflorescência      | umbela               |
| Flor                        |                      |
| forma do cálice             | tubuloso             |
| pedicelo da flor            | pedicelada           |
| Fruto                       |                      |
| consistência das valvas     | coriácea             |
| forma do fruto              | cilíndrico/constrito |
| indumento do fruto          | glabro               |

## Distribuição
A espécie é encontrada nos estados brasileiros de Acre, Amazonas, Mato Grosso, Pará e Rondônia,  porém não endêmica do Brasil.
Em termos ecológicos, é encontrada nos domínios fitogeográficos de Floresta Amazônica e Cerrado, em regiões com vegetação de áreas antrópicas, cerrado, mata ciliar, floresta de terra firme e floresta estacional semidecidual.